# Saint-Léger-du-Malzieu
Saint-Léger-du-Malzieu là một xã ở tỉnh Lozère trong vùng Occitanie, phía nam nước Pháp.